# George C. Williams
George Christopher Williams (ur. 12 maja 1926, zm. 8 września 2010) – amerykański biolog, ewolucjonista.
Doktoryzował się na Uniwersytecie Kalifornijskim w Los Angeles w 1955. Później na Nowojorskim Uniwersytecie Stanowym w Stony Brook wykładał biologię kręgowców morskich i często w swoich książkach używał przykładów z dziedziny ichtiologii. Później był tam emerytowanym profesorem biologii.
Najbardziej znany z żarliwej krytyki teorii doboru grupowego. W swojej pierwszej książce Adaptation and Natural Selection (1966), dowodził, że taka koncepcja mechanizmu przystosowawczego jest kłopotliwa i powinna być używana tylko w ostateczności. Uważał, że to osobnik lub gen jest właściwą jednostką doboru naturalnego. W następnych pracach rozwinął ten pogląd przyczyniając się do wzrostu znaczenia genowej koncepcji ewolucji.
W 1999 wspólnie z Ernstem Mayrem i Johnem Maynardem Smithem otrzymał Nagrodę Crafoorda w dziedzinie biologii.
Adaptation and Natural Selection Williamsa stała się dla Richarda Dawkinsa podstawą sformułowania genowej koncepcji ewolucji znanej jako „samolubny gen”.

## Książki
- Williams, G.C. 1966. Adaptation and Natural Selection. Princeton University Press, Princeton, N.J.
- Williams, G.C., ed. 1971. Group Selection. Aldine-Atherton, Chicago.
- Williams, G.C. 1975. Sex and Evolution. Princeton University Press, Princeton, N.J.
- Paradis, J. and G.C. Williams. 1989. T.H. Huxley’s Evolution and Ethics : with New Essays on its Victorian and Sociobiological Context. Princeton University Press, Princeton, N.J.
- Williams, G.C. 1992. Natural Selection: Domains, Levels, and Challenges. Oxford University Press, New York.
- Nesse, R.M. and G.C. Williams. 1994. Why We Get Sick : the New Science of Darwinian Medicine. Times Books, New York.
- Williams, G.C. 1996. Plan and Purpose in Nature. Weidenfeld & Nicolson, London (published in the U.S. in 1997 as The Pony Fish’s Glow : and Other Clues to Plan and Purpose in Nature. Basic Books, New York).